# 中央政策研究所
一般社団法人中央政策研究所（ちゅうおうせいさくけんきゅうじょ）とは、「日本国における政治、経済、社会に関する政策の樹立の基礎となる諸般の問題の基本的かつ総合的な調査研究を行い、その成果を発表普及し、国家の発展と国民の福祉の向上に寄与すること」を目的として、昭和38年6月に設立された社団法人である。これまで三木武夫や海部俊樹といった歴代の内閣総理大臣を中心に各業界の経営幹部が関与して運営を行なってきた。現在は小島敏朗や川上高司を中心として組織化。

## 概要
「世界は小さくなりつつある。世界の姿は急激に変化しつつある。その中の日本はいかにあるべきか。われわれはその針路を定めなければならない。」との設立趣意の下、政治、経済、文化、教育など各界の有識者を含めプロジェクトチームを組み活動を行っている。二重構造や格差の問題、あるいは中小企業や漁村問題等を中心とした講演活動や調査・研究、政策提言等を行っている。また近年では機密情報に関する調査・研究プロジェクトも立ち上がっており、サイバーセキュリティをはじめとする様々な日本国内の課題に対して調査、また政府と連携した施策の実行に向けて活動している。

## 過去の主要人物
- 最高顧問　海部俊樹（第76・77代内閣総理大臣）
- 理事長　棚橋祐治（石油資源開発株式会社・会長）
- 常任理事　荻野明巳（元内閣総理大臣三木武夫・秘書官）
- 理事　豊田達郎（トヨタ自動車株式会社・相談役）
- 理事　松田学（横浜市立大学客員教授）
- 監事　渕上貫之（弁護士）
- 名古屋支部長　後藤健太郎（株式会社ＡＫ総研・代表取締役）

## 組織構成
| 理 事 長 | 小島 敏郎   | 元環境省地球環境審議官                        |
| 理 事    | 安樂 兼光   | 元株式会社みずほフィナンシャルグループ 取締役 |
| 理 事    | 石川 洋     | 鹿島建設株式会社 取締役・副社長執行役員       |
| 理 事    | 岩崎 浩一郎 | ワシントン州立大学財団理事                    |
| 理 事    | 折田 正樹   | 財団法人 世界政経調査会国際情勢研究所 所長    |
| 理 事    | 北 勝       | 北勝総研株式会社 代表取締役                   |
| 理 事    | 松田 学     | 横浜市立大学客員教授                          |
| 理 事    | 佐々木 昭雄 | 一般社団法人中央政策研究所 事務局長           |
| 監 事    | 岩野 美代冶 | 元三木武夫秘書                                |
| 監 事    | 田渕 慎介   | 元海部俊樹秘書                                |
| 所 長    | 川上 高司   | 拓殖大学教授                                  |

## 所在地
- 本部　東京都千代田区神田錦町3-5-10 TPビル3F
- 名古屋支部　名古屋市中区丸の内2-19-25-9F

## 過去の調査活動
- ペアレントコーチ・プロジェクト
- 美と健康資格制度・プロジェクト
- アニマルズ119・プロジェクト
- 安心の医療制度研究プロジェクト
- 海外交流促進プロジェクト
- 水辺づくり活力・再生プロジェクト

## 研究調査活動
- 東洋思想研究部会
- イノベーションマネジメント研究部会
- 先端研究調査支援プロジェクト
- 水辺づくり調査会
- 機密情報に関する調査・研究PT

## 機密情報に関する調査・研究PT
日本においてあらゆる機密情報の利活用を含めた取り扱いについては行政や政府のみならず、企業経営や国防の観点からも重要であると捉え、日本及び国内の企業や組織におけるサイバーインテリジェンスの普及、発展をミッションとして立ち上がった。インテリジェンスの普及、発展に伴い諸外国からの信頼獲得、世界における日本の競争優位性、インシデント発生時のコスト削減等を目指して活動を行なっている。そのため日本国内のみではなく、世界中の情報を精微に収集、分析を行い関係各所に提言、アドバイスを行なっている。またインテリジェンスの普及に伴い必要となる体制の構築や、法整備等についても活動の範囲としている。
・Chuseiken Vulnerability List（CVL）
日本国内の行政や企業などあらゆる組織に対して脅威となりうる脆弱性について幅広く収集するプラットフォームとして本PTにて運用をしているウェブサイトである。CVLは「日本企業のドメインに関する脆弱性」（CVL-Domains・CVL-D）「日本企業に関連する製品に関する脆弱性」（CVL-Products・CVL-P）「インターネットにおいて漏洩した企業情報」（CVL-Leakages・CVL-L）の合計で３つのカテゴリに分類されて収集される。情報提供は誰でも可能となり、サイト上から申請が可能となる。機密情報に関する情報収集、分析を通じて本サイトでも注意喚起が行われている。
https://vuln.chuseiken.or.jp/index.html